# Bosnien BA09
BA09 var den nionde bataljonen av de Svenska Bosnienbataljonenerna som Sverige bidrog med mellan oktober 1997 och april 1998 till de fredsbevarande styrkorna i Bosnien och Hercegovina.

## Allmänt
Förbandet sattes upp av Livgardesbrigaden (MekIB 1) i Kungsängen, med stöd av Gotlandsbrigaden (MekB 18) i Visby. Bataljonsstab (VN), stab- och trosskompani (XN) samt pansarskyttekompaniet (RN/B-Coy) grupperade på Camp Oden utanför Tuzla medan ett pansarskyttekompani (SN/C-Coy) grupperade på sin patrullbas Sierra Base utanför Gracanica. B-Coy ansvarade även för bemanningen av observationsplatsen, tillika relästationen B10 inne i Ozrenfickan.
Strax över 400 soldater ingick i den svenska styrkan.

## Förbandsdelar
- Bataljonschef: Öv Olle Broman (MekB 18)
- Stabschef: Övlt Björn Wahlgren (MekIB 1)
- Stab- och trosskompani: Chef Mj Fredrik Nord (MekIB 1)
- B-Coy: Chef Mj Pehr Nylander (MekB 18)
- C-Coy: Chef David Johannesson (MekIB 1)